# Agrothereutes subovalis
Agrothereutes subovalis là một loài tò vò trong họ Ichneumonidae.